# Söderbergska handelspriset
Söderbergska handelspriset var ett vetenskapligt pris i Sverige som delades ut mellan 1988 och 2013.
Priset utdelades av Torsten Söderbergs stiftelse i samarbete med Svensk Handel och Handelshögskolan i Stockholm. Prissumman var 500 000 kronor och tilldelades den som genom framstående teoretiska eller praktiska insatser bidragit till utvecklingen inom distributionsområdet i vid bemärkelse.
Priset kunde tilldelas såväl den som genom forskning lämnat väsentliga bidrag till utvecklingen inom distribution och marknadsföring som den som genom innovativt tänkande och affärsbegåvning utvecklat en bärande affärsidé eller effektiviserat varuhanteringen. Insatser för att höja handelns status kunde också komma ifråga. Priset kunde också tilldelas en person såsom företrädare för ett företag som utvecklat projekt av väsentlig betydelse för utvecklingen av distribution och marknadsföring.
Bland mottagarna av priset märks Nils-Erik Wirsäll, Lars-Gunnar Mattsson, Claes-Robert Julander, Jan Ramberg, Robert af Jochnick, och Magnus Söderlund.

## Pristagare
- 1988 Nils-Erik Wirsäll
- 1989 Hans Andersson och Göran Brodin
- 1990 Lars-Gunnar Mattsson
- 1991 Pelle Nilsson och Thore Nydahl
- 1992 Håkan Håkansson
- 1993 Håkan Bryngelsson
- 1994 Claes-Robert Julander
- 1995 Jörgen Wennberg
- 1996 Lars-Erik Gadde
- 1997 Sven Gerentz
- 1998 Lars Jacobsson
- 1999 Solveig Wikström
- 2000 Gert Karnberger
- 2001 Jan Ramberg
- 2002 Per Stenberg och Anders Börjesson
- 2003 Susanne Hertz och Per Andersson
- 2004 Björn Passad
- 2005 Ingen utdelning
- 2006 Ulf Elg och Ulf Johansson
- 2007 Jonas af Jochnick och Robert af Jochnick
- 2008 Torsten Jansson
- 2009 Mats Abrahamsson och Gunilla Jönsson
- 2010 Anders Lönner
- 2011 Karin Ekström och Magnus Söderlund
- 2012 Jarno Vanhatapio
- 2013 Klas Nyberg och Fredrik Sandgren